# پیاز قرمز

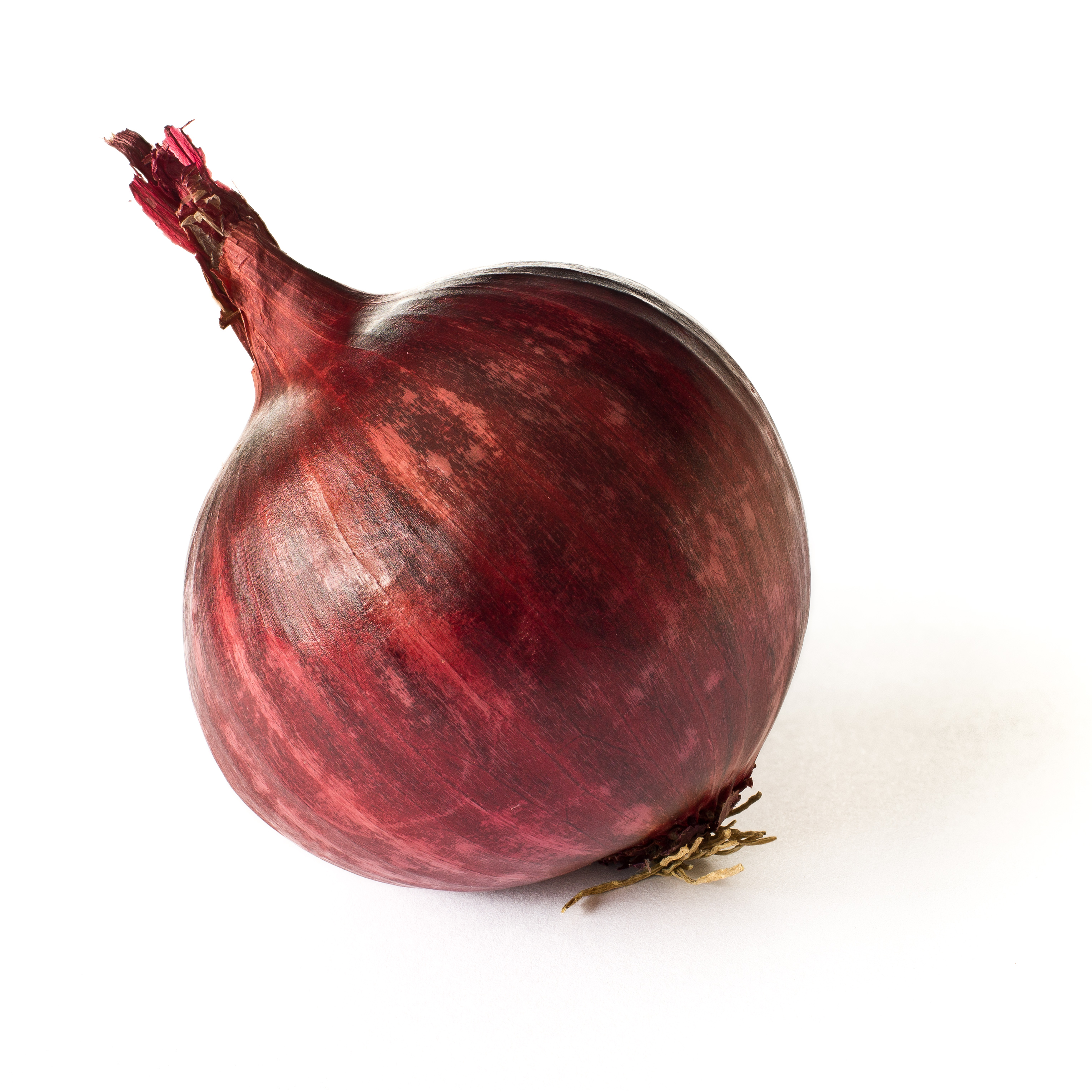
یک پیاز قرمز

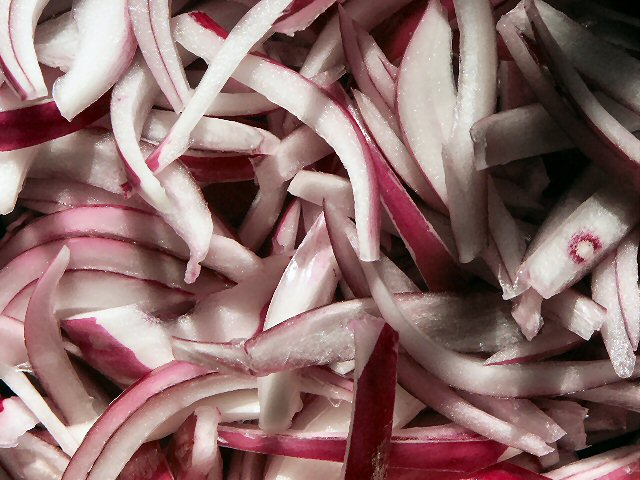
پیاز قرمز خرد شده

پیاز قرمز که گاهی پیاز ارغوانی هم خوانده می‌شود، یک رقم از پیاز با پوست قرمز ارغوانی و گوشتی به رنگ سفید با رنگ جزئی قرمز است.
این پیاز از نظر اندازه متوسط تا بزرگ است و مزه ملایم تا شیرین دارد. اغلب به صورت خام، کباب یا کمی پخته شده با غذاهای دیگر مصرف شده یا به خاطر رنگش به سالاد اضافه می‌شود. زمانی که پخته شد رنگ قرمزش را از دست می‌دهد. پیاز قرمز در سراسر سال قابل دسترسی است. رنگ قرمز این پیاز، به علت آنتی‌سیانیدین‌هایی مثل سیانیدین است. پیاز قرمز (در مقایسه با پیاز سفید و پیاز زرد) مقدار زیادی زردینه و فیبر دارد.
پیاز قرمز را می‌توان ۳ تا ۴ ماه در دمای اتاق نگه داشت.
از پوست پیاز قرمز برای رنگ کردن استفاده می‌شود.